# Peseux (Jura)
Peseux – miejscowość i gmina we Francji, w regionie Burgundia-Franche-Comté, w departamencie Jura.
Według danych na rok 1990 gminę zamieszkiwało 257 osób, a gęstość zaludnienia wynosiła 48 osób/km² (wśród 1786 gmin Franche-Comté Peseux plasuje się na 491. miejscu pod względem liczby ludności, natomiast pod względem powierzchni na miejscu 778.).